# Paranaspia rubidata
Paranaspia rubidata là một loài bọ cánh cứng trong họ Cerambycidae.